# 浓稠病毒属
浓稠病毒属（学名：Densovirus）曾經是细小病毒科浓核病毒亚科下的一个属。2019年，該屬被劃分為6個屬，該屬不再是單獨的一個屬，而且新的6個屬學名都帶有「densovirus」。